# Bardsragujn chumb 1999
Il Bardsragujn chumb 1999 è stato l'ottava edizione del campionato di calcio armeno, disputato tra il 7 marzo e l'8 dicembre 1999 e concluso con la vittoria dell'Shirak FC, al suo terzo titolo.
Capocannoniere del torneo fu Širak Saṙikyan (Tsement) con 21 reti.

## Formula
Le 10 squadre ammesse al campionato si affrontarono in un doppio turno di andata e ritorno. Il Karabakh Stepanakert si sciolse per motivi finanziari dopo 15 partite e i suoi risultati furono annullati (al momento del ritiro aveva uno score di 7 vittorie, 2 pareggi e 6 sconfitte). Le giornate complessive disputate furono quindi 32.
La squadra campione si qualificò alla UEFA Champions League 2000-2001, la seconda classificata alla Coppa UEFA 2000-2001 mentre la terza alla Coppa Intertoto 2000. Le ultime due furono retrocesse in Aradżin Chumb mentre la terzultima disputò uno spareggio con la terza classificata della seconda serie per l'ultimo posto disponibile nella stagione successiva.
L'Erebuni-Homenmen cambiò nome in Erebuni Yerevan, il Pyunik FC diventò Kilikia FC, il Shirak-2, seconda squadra dello Shirak che la stagione precedente giocò eccezionalmente in prima serie si staccò dalla squadra madre e diventò FK Gyumri.

## Squadre partecipanti
| Club           | Città   | Stadio | Posizione 1998          |
| -------------- | ------- | ------ | ----------------------- |
| Ararat         | Erevan  |        | 4° in Bardsragujn chumb |
| Širak          | Gyumri  |        | 2° in Bardsragujn chumb |
| Kilikia        | Erevan  |        | 6° in Bardsragujn chumb |
| Tsement Ararat | Ararat  |        | Campione d'Armenia      |
| Erebuni        | Erevan  |        | 5° in Bardsragujn chumb |
| Erevan         | Erevan  |        | 3° in Bardsragujn chumb |
| Karabakh       | Erevan  |        | 8° in Bardsragujn chumb |
| Dvin Artashat  | Artašat |        | 7° in Bardsragujn chumb |
| Gyumri         | Gyumri  |        | 9° in Bardsragujn chumb |
| Zvart'noc'     | Erevan  |        | Aradżin Chumb           |

## Classifica finale
|                    | Pos. | Squadra        | Pt | G  | V  | N | P  | GF | GS  | DR  |  |
| ------------------ | ---- | -------------- | -- | -- | -- | - | -- | -- | --- | --- |  |
| Armenia (bandiera) | 1.   | Širak          | 73 | 32 | 23 | 4 | 5  | 93 | 29  | +64 |  |
|                    | 2.   | Ararat         | 72 | 32 | 22 | 6 | 4  | 63 | 21  | +42 |  |
|                    | 3.   | Tsement Ararat | 71 | 32 | 22 | 5 | 5  | 78 | 19  | +59 |  |
|                    | 4.   | Zvart'noc'     | 54 | 32 | 16 | 6 | 10 | 50 | 38  | +12 |  |
|                    | 5.   | Erevan         | 51 | 32 | 15 | 6 | 11 | 60 | 43  | +17 |  |
|                    | 6.   | Erebuni        | 41 | 32 | 12 | 5 | 15 | 41 | 44  | -3  |  |
|                    | 7.   | Kilikia        | 34 | 32 | 10 | 4 | 18 | 57 | 55  | -2  |  |
|                    | 8.   | Dvin Artashat  | 8  | 32 | 2  | 2 | 28 | 20 | 116 | -96 |  |
|                    | 9.   | Gyumri         | 8  | 32 | 2  | 2 | 28 | 23 | 120 | -97 |  |
|                    | 10.  | Karabakh       | 0  | 0  | 0  | 0 | 0  | 0  | 0   | 0   |  |

Legenda:

      Campione di Armenia e ammessa alla Champions League
      Ammessa alla Coppa UEFA
      Ammessa alla Coppa Intertoto
      Retrocessa in Aradżin Chumb
Note:

Tre punti a vittoria, uno a pareggio, zero a sconfitta.

### Verdetti
- Shirak FC Campione d'Armenia e ammesso alla UEFA Champions League 2000-2001
- Ararat ammesso alla Coppa UEFA 2000-2001
- Tsement Ararat Ammesso alla Coppa Intertoto 2000
- Kilikia , Dvin Artashat, FC Gyumri e Karabakh retrocessi in Aradżin Chumb

## Spareggio promozione-retrocessione
| Armavir 12 dicembre 1999 | Kilikia | 0 – 1 | Mika Erevan |  |

## Classifica marcatori
| Gol |  |  | Giocatore         | Squadra       |
| --- |  |  | ----------------- | ------------- |
| 21  |  |  | Širak Saṙikyan    | Tsement       |
| 20  |  |  | Arman Karamyan    | Kilikia       |
| 16  |  |  | Arayik Adamyan    | Shirak        |
| 16  |  |  | Mher Avanesyan    | Zvartnots-AAL |
| 16  |  |  | Kolya Yepranosyan | Shirak        |